# Peta kolona
Peta kolona je izraz, ki označuje podtalno organizacijo znotraj mesta, vojaška enota in drugod. Danes se izraz peta kolona običajno uporablja kot oznaka za domače izdajalce, ki zaradi političnih, verskih in drugih nazorov oz narodnosti pomagajo tujim napadalcem.

## Nastanek izraza
Sam izraz je nastal med špansko državljansko vojno, vendar ga pripisujejo različnim ljudem. Po eni različici je izraz uporabil falangistični general Queipo de Llano novembra 1936, ko je vodil napad štirih bojnih skupin oz. kolon, ki so prodirale iz juga, zahoda in severozahoda proti Madridu, ki je bil pod nadzorom španske republikanske armade. Ob tej priložnosti naj bi Llano izjavil, da ima peto kolono že v mestu; ta peta kolona je bila sestavljena iz fašistov, falangistov in drugih protirepublikanskih elementov.
Britanski zgodovinar Hugh Thomas uporabo izraza pripisuje falangističnemu generalu Emiliju Moli. Nekaj dni preden je prevzel poveljstvo nad vso madridsko fronto in je svoj glavni štab namestil v Avili, je v pogovoru z novinarji uporabil izraz »peta kolona«. Tuji novinarji so ga vprašali, katera izmed njegovih kolon bo zavzela Madrid, on pa jim je odvrnil, da bo to »peta kolona«, tj. prikriti nacionalisti v samem mestu. Odtlej se ta beseda na splošno uporablja kot naziv za špionažo in izdajstvo.

## Peta kolona v Sloveniji
V Sloveniji se je med drugo svetovno vojno s tem izrazom označevalo člane Kulturbunda, ki so pred in med aprilsko vojno pomagali nemškim napadalcem.